# 1038
1038. је била проста година.

## Догађаји
- Википедија:Непознат датум — Петар I Орсеоло, постао краљ Угарске

- Споразум између Хардекнута, краља Данске и Енглеске, и Магнуса Доброг, краља Норвешке, о међусобном наслеђивању краљевстава у случају бездетности једног од монарха.
- Нова побуна у Северној Италији против цара Конрада II.
- Инвазија на Пољску од стране чешког кнеза Бржетислава I, који је заузео Гњезно, однео мошти Светог Војћеха Адалберта и поново припојио Шлезију поседима чешке круне. Освајање Пољске од стране Чеха (осим Мазовије).
- Конрад II је доделио свом сину Хенрију III титулу војводе од Швабије и краља Бургундије (видети 1027)[1].
- Селџучко царство потчињава Западну Азију, укључујући Закавказје и Турску.
- Ел-Бируни је написао „Књигу сажетака за познавање драгуља“, која је одредила специфичну тежину многих минерала и пружила детаљне информације о више од педесет минерала, руда, метала, легура итд.
- Поход руске војске Јарослава Мудрог на Литванију.

## Смрти
- 15. август — Стефан I Угарски, угарски краљ (*око 975.)
- Вилијам VI Аквитански